# 直ちゃんは小学三年生
『直ちゃんは小学三年生』（なおちゃんはしょうがくさんねんせい）は、2021年1月9日（8日深夜）から2月13日（12日深夜）まで毎週土曜 0時52分 - 1時23分（金曜深夜）にテレビ東京系列の深夜ドラマ枠「ドラマ25」にて放送されたテレビドラマ。杉野遥亮は2月20日（19日深夜）からの同枠ドラマ『東京怪奇酒』と2作連続での主演となる（1月クールを同一主演・制作陣で2つの企画に分割）。
“今”を一生懸命に生きるリアルな小学三年生の少年になった大人4人の日常を通して描かれる、少しブラックだけれどもどこかホッとするヒューマンコメディドラマ。
第58回（2020年度）ギャラクシー賞テレビ部門奨励賞を受賞。
2022年10月6日（5日深夜）と13日（12日深夜）に「水ドラ25」枠にて、続編となる『直ちゃんは小学五年生』（なおちゃんはしょうがくごねんせい）が2週連続で放送された。

## キャスト

### 主要人物
早川直人（直ちゃん）
演 - 杉野遥亮
本作の主人公で小学三年生。純粋で真っ直ぐな性格。
金田俊（きんべ）
演 - 渡邊圭祐
直ちゃんの同級生。お金持ちで頭が良い。
赤井哲治（てつちん）
演 - 前原滉
直ちゃんの同級生。貧乏でガサツな性格。
山野優太郎（山ちょ）
演 - 竹原ピストル
直ちゃんの同級生。泣き虫で心優しい性格。1年生の時までの旧姓「古川」

### ゲスト

#### 直ちゃんは小学三年生

##### 第2話
竹田弘道（タケモン）演 - 平埜生成（第3話・第4話）新姓「郷」
城之内純也（ジュンヤ）演 - やついいちろう（第3話・第4話・第6話）

##### 第3話
鎌田ますみ　演 - 堀田茜
塩山光　演 - 水嶋凜

##### 第4話
はずちん　演 - 岡山天音（第5話・直ちゃんは小学五年生）
赤井哲治（てつちん）の兄

#### 直ちゃんは小学五年生
小名浜健太（おなケン）　演 - ウエンツ瑛士
隣町の私立小学校に通う男の子。

## スタッフ
- 監督 - 近藤啓介
- 脚本 - 熊本浩武
- 音楽 - 遠藤浩二
- オープニングテーマ - OKAMOTO'S「Young Japanese」（ソニー・ミュージックレーベルズ）[8]
- エンディングテーマ - 小山田壮平「恋はマーブルの海へ」（SPEEDSTAR RECORDS）[9]
- チーフプロデューサー - 森田昇（テレビ東京）（直ちゃんは小学三年生）
- プロデューサー - 太田勇（テレビ東京）、青野華生子（テレビ東京）、向井達矢（ラインバック）
- 制作協力 - ラインバック（直ちゃんは小学五年生）
- 制作
  - 直ちゃんは小学三年生 - テレビ東京、ラインバック
  - 直ちゃんは小学五年生 - テレビ東京、フラッグ
- 製作著作 - 「直ちゃんは小学五年生」製作委員会（直ちゃんは小学五年生）

## 放送局
| 放送期間               | 放送時間         | 放送局         | 対象地域   | 備考                     |
| ---------------------- | ---------------- | -------------- | ---------- | ------------------------ |
| 2021年1月9日 - 2月13日 | 土曜 0:52 - 1:23 | テレビ東京     | 関東広域圏 | 製作局                   |
|                        |                  | テレビ大阪     | 大阪府     |                          |
|                        |                  | テレビ北海道   | 北海道     |                          |
|                        |                  | テレビ愛知     | 愛知県     |                          |
|                        |                  | TVQ九州放送    | 福岡県     |                          |
| 2021年4月8日 - 5月13日 | 木曜 0:00 - 0:30 | BSテレ東（2K） | 全国       |                          |
|                        |                  | BSテレ東4K     | 全国       | 4Kアップコンバートで放送 |

| 放送期間                 | 放送時間         | 放送局         | 対象地域   | 備考                     |
| ------------------------ | ---------------- | -------------- | ---------- | ------------------------ |
| 2022年10月6日 - 10月13日 | 木曜 1:00 - 1:30 | テレビ東京     | 関東広域圏 | 製作局                   |
|                          |                  | テレビ北海道   | 北海道     |                          |
|                          |                  | テレビ愛知     | 愛知県     |                          |
|                          |                  | TVQ九州放送    | 福岡県     |                          |
| 2023年9月26日            | 火曜 0:00 - 1:00 | BSテレ東（2K） | 全国       | 2本連続放送              |
|                          |                  | BSテレ東4K     | 全国       | 4Kアップコンバートで放送 |

## ネット配信
| 配信開始月 | 配信サイト     | 配信料金     | 備考           |
| ---------- | -------------- | ------------ | -------------- |
| 2021年1月  | TVer           | 広告付き無料 | 見逃し配信     |
| 2021年1月  | ネットもテレ東 | 広告付き無料 | 見逃し配信     |
| 2021年1月  | GYAO!          | 広告付き無料 | 見逃し配信     |
| 2021年1月  | Paravi         | 定額制有料   | 一週間先行配信 |
| 2021年1月  | ひかりTV       | 定額制有料   | 一週間先行配信 |

| 配信開始月 | 配信サイト         | 配信料金     | 備考       |
| ---------- | ------------------ | ------------ | ---------- |
| 2022年10月 | TVer               | 広告付き無料 | 見逃し配信 |
| 2022年10月 | ネットもテレ東     | 広告付き無料 | 見逃し配信 |
| 2022年10月 | GYAO!              | 広告付き無料 | 見逃し配信 |
| 2022年10月 | Paravi             | 定額制有料   |            |
| 2022年10月 | dTV                | 定額制有料   |            |
| 2022年10月 | Amazon Prime Video | 定額制有料   |            |